# Чизик-пресс
«Чи́зик-пресс» (Chiswick Press) — книгопечатня, основанная Чарльзом Уиттингемом I (1767—1840) в 1811 году.

## История

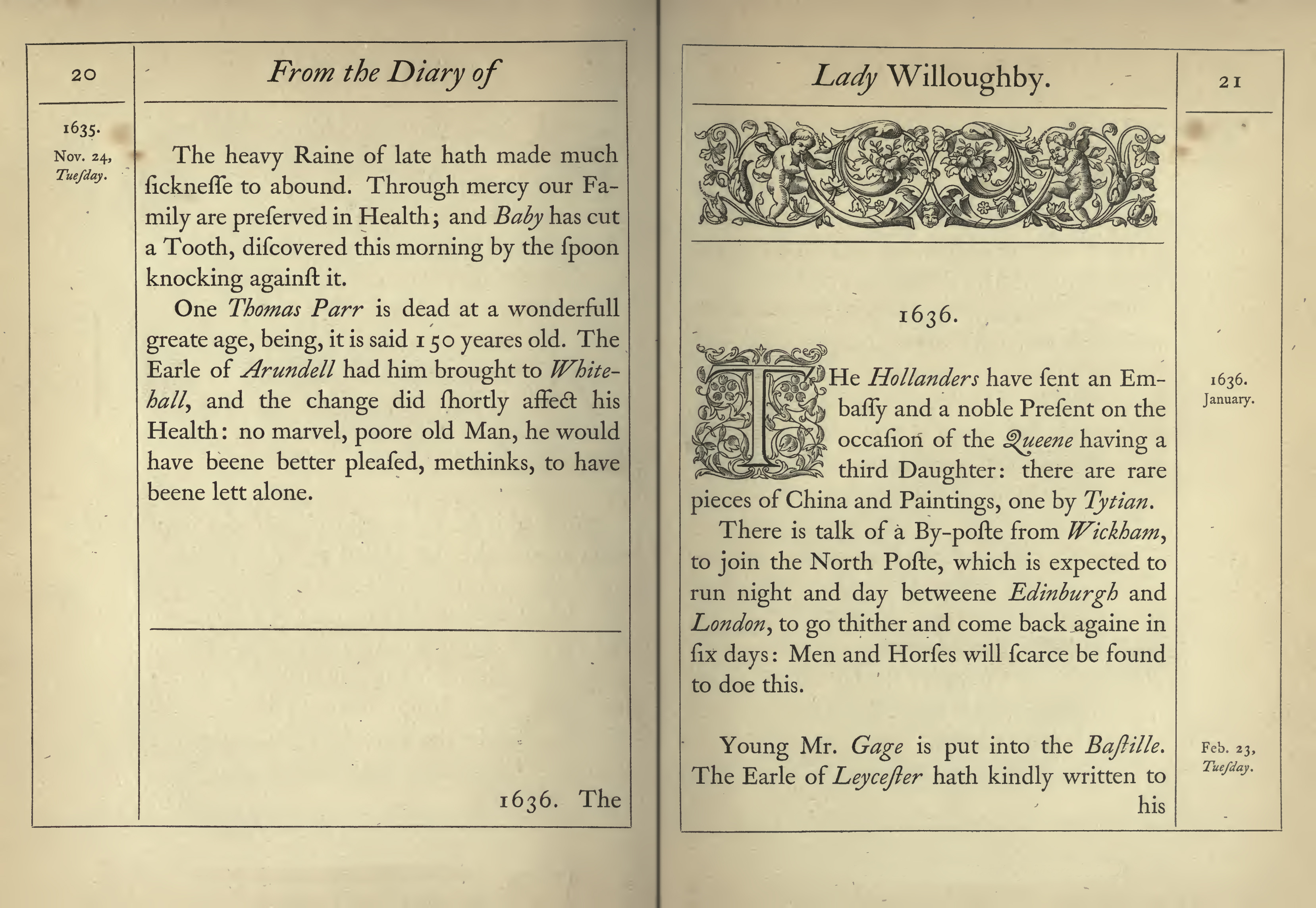
Разворот из «Дневника леди Уиллоби» (1844)

Под своим названием книгопечатня проработала с 1811-го до 1962 года. Уиттингем I получил известность, печатая дешевые издания классиков, но более всего книгопечатня прославилась при Уиттингеме II, который напечатал несколько ранних работ Уильяма Морриса (к племяннику основателя, Чарльзу Уиттингему II (1795—1876), руководство компанией перешло в 1840 году.). «Чизик-пресс» оказала заметное влияние на тогдашнее книгопечатание, стремясь возродить старый стиль в оформлении и поднять уровень печати.
Самой известной книгой, напечатанной в «Чизик-пресс», стал «Дневник леди Уиллоби» (The Diary of Lady Willoughby; Лондон, 1844). Текст книги представляет собой вымышленный личный дневник, который якобы велся в XVI веке. Книга набрана новым шрифтом, который был заказан издателем Уильямом Пикерингом в словолитне Казлона по старым рисункам Уильяма Кэзлона. Тем не менее, Уильям Пиккеринг не был связан с изданием «Дневника», хотя он и печатал в «Чизик-пресс» другие свои книги.